# Bill Hardman

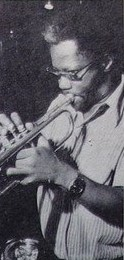
Bill Hardman

William Franklin Hardman Jr. (6 de abril de 1933 – 6 de diciembre de 1990) fue un trompetista y fliscorno de jazz estadounidense que tocaba principalmente hard bop. Estaba casado con Roseline y tenían una hija, Nadege.

## Carrera
Hardman nació y creció en Cleveland, Ohio, y trabajó con jugadores locales como Bobby Few y Bob Cunningham; mientras estaba en la escuela secundaria apareció con Tadd Dameron, y después de graduarse se unió a la banda de Tiny Bradshaw. La primera grabación de Hardman fue con Jackie McLean en 1956; Más tarde tocó con Charles Mingus, Art Blakey and the Jazz Messengers, Horace Silver y Lou Donaldson, y dirigió un grupo con Junior Cook. Hardman también grabó como líder: Saying Something en el sello Savoy recibió elogios de la crítica en los círculos del jazz. pero era poco conocido por el público en general. Tuvo tres períodos en otras tantas décadas con los Jazz Messengers de Art Blakey; La desgracia de Hardman fue no estar con los Messengers en el momento de sus populares grabaciones de Blue Note. Blakey ocasionalmente lo presentó tocando varios coros extendidos sin acompañamiento.
Murió en París, Francia, de una hemorragia cerebral a la edad de 57 años.

## Estilo y legado
Hardman, un intérprete de hard bop crepitante con una técnica deslumbrante, articulaciones nítidas y un sonido sencillo, incorporó más tarde a su sonido la pasión romántica más plena y extrovertida de un Clifford Brown, una dirección que tomaría cada vez más a finales de los años sesenta y setenta. Figura, en general, entre los mejores titanes del hardbop de la época, aunque nunca logró un avance comercial como muchos de sus colegas como Donald Byrd, Freddie Hubbard y Lee Morgan.

## Discografía

### Como líder
- 1961 – Saying Something (Savoy)
- 1978 – Home (Muse)
- 1980 – Focus (Muse)
- 1981 – Politely (Muse)
- 1989 – What's Up (SteepleChase)

Con Brass Company
- 1975 – Colors (Strata-East)[4]

### Como acompañante
Con Dave Bailey
- 2 Feet in the Gutter (Epic, 1961)

Con Art Blakey
- Hard Bop (Columbia, 1956)
- Originally (Columbia, 1956 [1982])
- Drum Suite (Columbia, 1957)
- Selections from Lerner and Loewe's... (Vik, 1957)
- Tough! (Cadet, 1957 [1966])
- A Night in Tunisia (Vik, 1957)
- Cu-Bop (Jubilee, 1957)
- Ritual: The Modern Jazz Messengers (Pacific Jazz 1957)
- A Midnight Session with the Jazz Messengers (Elektra, 1957)
- Art Blakey's Jazz Messengers With Thelonious Monk (Atlantic, 1957)
- Hard Drive (Bethlehem, 1957)
- Art Blakey Big Band (Bethlehem, 1957)
- Art Blakey and the Jazz Messengers (Live at Slug's (1968) (Everest 1977)
- Art Blakey and the Jazz Messengers (Moanin' Live (1968)  (Laserlight CD)
- Jazz Messengers '70 (Catalyst, 1970)
- In Walked Sonny Jazz Messengers with Sonny Stitt (Sonnet 1975)
- Backgammon (Roulette, 1976)

Con Walter Bishop Jr.
- Hot House (Muse, 1977/78 [1979])

Con Junior Cook
- Good Cookin' (Muse, 1979)

Con Lou Donaldson
- Sunny Side Up (Blue Note, 1960)
- Possum Head (Argo, 1964)
- Musty Rusty (Cadet, 1965)
- Fried Buzzard (Cadet, 1965)

Con Charles Earland
- Infant Eyes (Muse, 1979)
- Pleasant Afternoon (Muse, 1981)

Con Curtis Fuller
- Crankin' (Mainstream, 1971)
- Smokin' (Mainstream, 1972)

Con Benny Golson
- Pop + Jazz = Swing (Audio Fidelity, 1961) – also released as Just Jazz!

Con Eddie Jefferson
- Come Along with Me (Prestige, 1969)

Con Ronnie Mathews
- Legacy (Bee Hive, 1979)

Con Jackie McLean
- Jackie's Pal (Prestige, 1956)
- McLean's Scene (New Jazz, 1956)
- Jackie McLean & Co. (Prestige, 1957)

Con Jimmy McGriff
- Movin' Upside the Blues (JAM, 1982)

Con Charles Mingus
- A Modern Jazz Symposium of Music and Poetry (Bethlehem, 1957)

Con Hank Mobley
- Hank Mobley (album) (Blue Note, 1957)

Con Houston Person
- Wild Flower (Muse, 1977)

Con Mickey Tucker
- Sojourn (Xanadu, 1977)

Con Steve Turre
- Viewpoints and Vibrations (Stash, 1987)

Con Mal Waldron
- Mal 2 (Prestige, 1957) – con John Coltrane

Con Rubén Wilson
- The Sweet Life (Groove Merchant, 1973)

Con Dodo Marmarosa
- Dodo Marmarosa - The Chicago Sessions (1961-1962)[2 LP] (Argo Jazz, LP2, 1962-11-02)